# Justine (romanzo)
Justine è un romanzo scritto da Lawrence Durrell, il primo volume della tetralogia letteraria Il Quartetto di Alessandria, pubblicato nel 1957. Essa consta di quattro romanzi a incastro, ognuno dei quali racconta vari aspetti di una complessa storia di passione e inganno da diversi punti di vista.
Il Quartetto è ambientato nella città egiziana di Alessandria fra gli anni Trenta e Quaranta, la città stessa come descritta da Durrell diventa un personaggio tanto complesso quanto i protagonisti umani dei romanzi. Fin dalla pubblicazione, nel 1957, Justine ha ispirato una sorta di devozione tra lettori e critici.
Fu adattato nel film Rapporto a quattro, del 1969.

## Tema
Durrell ritrae Alessandria in tutte le sue complessità, con la sua miscela di eleganza ed estrema povertà, e le sue antiche vie arabe mescolate a moderni costumi europei; una città in cui ebrei ed europei vivono a fianco dei musulmani e i suoi personaggi, in particolare la protagonista, rispecchiano la città.
Per Durrell, Justine è l'essenza di Alessandria. Racconta le relazioni e gli amori intercorsi tra il protagonista, un letterato inglese trasferitosi ad Alessandria, Melissa, una ballerina greca, Justine, un’ebrea Alessandrina e Nessim, un milionario copto, marito di Justine.

## Edizioni italiane
- Justine, trad. di Liana Marcellari Johnson, Prefazione di Elémire Zolla, Collana La ginestra n.35, Milano, Longanesi, 1959; Collana I Libri Pocket n.30, Longanesi, 1966.
- Justine, trad. di Silvano Sabbadini, Collana Nuovi Coralli n.342, Torino, Einaudi, 1982-1997, ISBN 978-88-065-5103-2; Collana L'Arcipelago, Einaudi, 2003, ISBN 978-88-061-6613-7; Prefazione di Giorgio Montefoschi, Collana Letture n.41, Einaudi, 2012, ISBN 978-88-062-1190-5.